# Temple protestant de Gallargues-le-Montueux
Le temple protestant de Gallargues-le-Montueux se situe dans la commune française de Gallargues-le-Montueux, dans le département du Gard. Construit par l'architecte de Lunel, Yzombard en 1813, il est inscrit monument historique par arrêté du 23 janvier 2015. La paroisse est membre de l'Église protestante unie de France.

## Histoire
L’édifice est documenté par les archives nationales, départementales et municipales (série M) communiquées par Bernard Atger, président de l’association du patrimoine gallargois. Le temple est construit sur les ruines du château des seigneurs de Rochemore qui fut incendié à lors de la Révolution. Au début du XIXe siècle les ruines furent rachetées par l'écossais Thomas Burnet, ancien maire de Gallargues, qui l'offrit à la commune pour le transformer en temple. Le projet a été fourni par l'architecte Yzombard venant de la ville de Lunel dans l'Hérault et a été accepté par la Commission de la construction civile en 1809 par de nombreuses modifications.
Le monument domine tout le village et est adjacent à la tour médiévale.
Le temple de Gallargues le Montueux est classé au titre des Monuments Historiques depuis 2015. Son état sanitaire préoccupant a conduit la Commune de Gallargues, maître d’ouvrage, à engager un important programme de rénovation, dont la 1re phase (réfection du porche et du clocher, toiture, accès aux PMR) a commencé le 16 septembre 2019, pour une durée de 9 mois. Cette réalisation est financièrement soutenue par le Ministère de la Culture, la Région Occitanie, la Fondation du Patrimoine, la Mission Bern. Les phases 2 et 3 des travaux, réalisées en 2022 et 2023, concerneront notamment l'aménagement intérieur, les façades, et l'aménagement du parvis

## Architecture
L’architecte est Gaston Bourdon, le temple forme un grand bâtiment rectangulaire avec un porche à l'entrée centrale, soutenu par quatre colonnes doriques. Des pilastres entourent la porte d'entrée semi-circulaire, les soulignements des coins et le corps avant central sont soulignés,.